# فالویدین
فالویدین (به انگلیسی: Phalloidin) با فرمول شیمیایی C35H48N8O11S یک ترکیب شیمیایی با شناسه پاب‌کم 441542 است. که جرم مولی آن ۷۸۸٫۸۷ گرم بر مول می‌باشد. 